# Seishun Manmannaka!
Seishun Manmannaka! (青春まんまんなか！ En la plena Juventud!?)es el primer sencillo indie de Tsubaki Factory. Salió el 6 de septiembre de 2015, siendo vendido en el Hello Pro Kenshuusei Happyoukai 2015 ~9gatsu no Nama Tamago Show!~.

## Información
El sencillo fue anunciado el 8 de agosto durante el concierto Hello! Project 2015 SUMMER. Un video musical (No en vivo, pero con partes de su primera actuación en vivo.), fue lanzado como parte Extended play de Tsubaki Factory, Tsubaki Factory SOUND + VISION Vol. 1, el 18 de mayo de 2016

## Lista de Canciones
1. Seishun Manmannaka! (Primera Toma)
2. Seishun Manmannaka! (Instrumental)

## Miembros Presentes
- Risa Ogata
- Riko Yamagishi
- Kisora Niimuma
- Ami Tanimoto
- Yumeno Kishimoto
- Kiki Asakura